# William Colvin
William Norman "Bill" Colvin, född 3 december 1934 i Toronto, död 3 november 2010 i Huntsville, Ontario,  var en kanadensisk ishockeyspelare.
Han blev olympisk bronsmedaljör i ishockey vid vinterspelen 1956 i Cortina d'Ampezzo.